# Dinizar Ribas de Carvalho
Dinizar Ribas de Carvalho  (Curitiba, 9 de dezembro de 1931 - Curitiba, 22 de março de 2017) foi um advogado, radialista e político brasileiro. Foi prefeito de Telêmaco Borba de 1973 a 1976 quando era filiado a Aliança Renovadora Nacional (ARENA).

## Vida pessoal e carreira profissional
Filho de Diamantino de Carvalho e de Virginia Ribas de Carvalho, frequentou na época do ginásio o Colégio Estadual do Paraná e formou-se em direito em 1954 pela Universidade Federal do Paraná, tornando-se advogado.
Iniciou sua vida profissional na função de radialista em Curitiba, atuando principalmente como locutor esportivo. Foi locutor no primeiro serviço de Auto Falantes Iguaçú, uma rádio poste instalada na Praça Tiradentes. Exerceu atividades em diversas emissoras como: Rádio Marumby, Rádio Guairacá, Rádio Clube Paranaense, Rádio Emissora Paranaense, Rádio Colombo. Trabalhou como jornalista em jornais como Gazeta do Povo, O Tibagi, Diário do Paraná, A Tarde e Paraná Esportivo. Foi membro do Conselho Fiscal e Vice-presidente de Comunicações do Coritiba Futebol Clube, nos anos de 1950, 1951 e 1952. Foi também redator do serviço de imprensa do Palácio Iguaçu, oficial de gabinete e chefe de gabinete da Secretaria de Interior e Justiça do Governo do Paraná de 1956 a 1958.
Em 1953 conheceu a também curitibana Guiomar Almeida na Rádio Clube Paranaense, a qual casaria-se com ela em 17 de abril de 1954. Guiomar também trabalhava na mesma emissora de rádio, além de ter atuado como cantora e atriz de radionovela.
Em 1958 o casal mudou-se para Tibagi, no distrito de Cidade Nova, hoje município de Telêmaco Borba. De início Dinizar trabalhou como radialista na Rádio Sociedade Monte Alegre, onde chegou a assumir a direção. Posteriormente em 1963 foi contratado pelas indústrias Klabin, na unidade Monte Alegre, onde permaneceu até 1983. Na Klabin assumiu vários cargos, sendo assessor da superintendência administrativa e chefe do departamento de recursos humanos. Já sua esposa, Dona Guiomar, começou integrar o corpo docente do Grupo Escolar Manoel Ribas, atuando como professora. Posteriormente, começou a desenvolver atividades na Associação de Proteção à Maternidade e à Infância de Monte Alegre, assumindo o cargo de presidente da instituição. Dona Guiomar também foi locutora na Rádio Sociedade Monte Alegre e desenvolveu várias atividades na comunidade, principalmente na área de assistência social, antes mesmo de seu esposo entrar para a política. O casal mantinha fortes ligações sociais com a Igreja de Nossa Senhora do Perpétuo Socorro, na localidade de Harmonia.
Ribas foi presidente da subseção do Conselho Federal da OAB em Telêmaco Borba nas gestões 1998-2000 e 2001-2003. Em 2006 escreveu um livro sobre a história do município, intitulado Telêmaco Borba: o município - história política da capital do papel e da madeira.

## Carreira política
Em 1959 Drº Ribas, como ficou conhecido, assumiu como vereador no município de Tibagi pelo Partido Social Democrático (PSD), representando a comunidade da fazenda Monte Alegre. Em 1962 foi candidato a deputado estadual, não conseguindo ser eleito. Em 1963 concorreu a reeleição ao cargo de vereador, entretanto a eleição foi anulada pelo Tribunal Eleitoral do Paraná, devido a emancipação política do distrito de Cidade Nova. Em 1964 foi o coordenador da campanha que elegeu Péricles Pacheco da Silva como o primeiro prefeito do então recém criado município de Telêmaco Borba. Já em 1968 foi eleito vereador em Telêmaco Borba. Quando vereador foi de sua iniciativa que a prefeitura, comandada por Péricles Pacheco da Silva, doasse, por meio de um projeto de lei, um terreno na área central da cidade para nova sede do Clube Atlético Monte Alegre.
Drº Ribas exerceu diversos cargos públicos na prefeitura de Telêmaco Borba como, Secretário de Administração, Secretário de Negócios Jurídicos e Secretário da Fazenda, enquanto sua esposa exerceu também diversos cargos públicos como, coordenadora do primeiro recenseamento municipal, Assessora de Integração Comunitária, Chefe da Cozinha do Trabalhador, Diretora da unidade do CAIC e posteriormente integrou também a Comissão Anti-Drogas de Telêmaco Borba, além de ter assumido também outras funções.
Dinizar Ribas de Carvalho elegeu-se então prefeito em 1972 pelo ARENA, tendo como vice-prefeito Francisco Maria Quadrado. A chapa adversária era formada por José Anastácio Netto do Movimento Democrático Brasileiro (MDB), que tinha como vice Osvaldo Gomes de Lima. Durante a sua gestão foi criado o distrito judiciário de Imbaú na comarca de Telêmaco Borba. Diversas obras marcaram também sua gestão, como destaque a construção da Delegacia de Polícia e da Cadeia Pública Municipal, construção de escolas como a Escola Estadual Presidente Vargas e o Colégio Estadual Bento Mossurunga, construiu as praças Cruzeiro das Missões e Paul Harris, sancionou a primeira lei de incentivos fiscais para a instalação de indústrias no município, implantou redes elétricas e de abastecimento de água em diversos bairros, conseguiu também o funcionamento do Pronto Atendimento da Previdência Social, além de outras conquistas.
Concorreu novamente ao cargo de prefeito em 1988 pelo Partido dos Trabalhadores (PT), entretanto não foi eleito, perdendo as eleições para Carlos Hugo Wolff von Graffen do Partido do Movimento Democrático Brasileiro (PMDB), que tinha como vice Ivo Tadeo Bona. Nas eleições de 1992 elegeu-se vice-prefeito na chapa formada junto com Paulo Cesar Nocêra, derrotando Ivo Tadeo Bona. Foi durante a gestão de Paulo Cesar e Dinizar Ribas de Carvalho, que o distrito administrativo de Imbaú foi emancipado, tornando-se município. Nas eleições municipais de 2000, Dinizar concorreu novamente ao posto de vereador pelo Partido da Social Democracia Brasileira (PSDB), não conseguindo ser eleito. Foi até então o único político de Telêmaco Borba que conseguiu se eleger vereador, prefeito e vice-prefeito.

## Morte
Nos últimos anos de sua vida, passou a residir no litoral paranaense, em Guaratuba. Morreu na tarde do dia 22 de março de 2017, em sua residência de Guaratuba, um dia após a data da comemoração do aniversário de emancipação política do município de Telêmaco Borba. A prefeitura municipal de Telêmaco Borba decretou luto oficial de três dias, devido a morte do ex-prefeito.